# Citroën Type B14
De Citroën Type B14 is een personenauto van Citroën, gebouwd door André Citroën tussen 1926 en 1928. De B14 met een geheel stalen carrosserie werd in oktober 1926 gepresenteerd op de Parijse autosalon.
Vergeleken met zijn voorganger, de B12, was het een duidelijke technische vooruitgang. Het chassis was verlengd, de motor liep soepeler en de voetrem bediende nu alle vier de wielen, niet alleen de achterwielen.

## Geschiedenis
In maart 1927 werd de opvolger van de B14 tentoongesteld, de B14F. Deze auto heeft Westinghouseremmen, een uitvinding van George Westinghouse. De topsnelheid bedroeg 80 km/h.
De keuze was zeer uitgebreid; in de catalogus van die tijd stonden de volgende modellen:
- de Torpédo (vier deuren met kap) in de versies Série, Luxe en Commerciale,
- de Conduite Intérieure (vier deuren, zes ramen en achterbak) in Série, Demi-Luxe en Luxe,
- de Berline (vier deuren, vier ramen en achterbak) in Série en Demi-Luxe,
- de Familiale (vier deuren, zes ramen en achterbak) in Luxe,
- de Coach (twee deuren, vierpersoons) in Lérie en Luxe,
- de Cabriolet (twee deuren, twee, drie of vier zitplaatsen) met of zonder kap
- de Coupé de Ville
- de Taxi Landaulet met open zitplaats voor de chauffeur en Taxi Landaulet 'Conduite Intérieure', waar de bestuurder in de cabine zat[bron?]
- de Normande (open bestelauto)

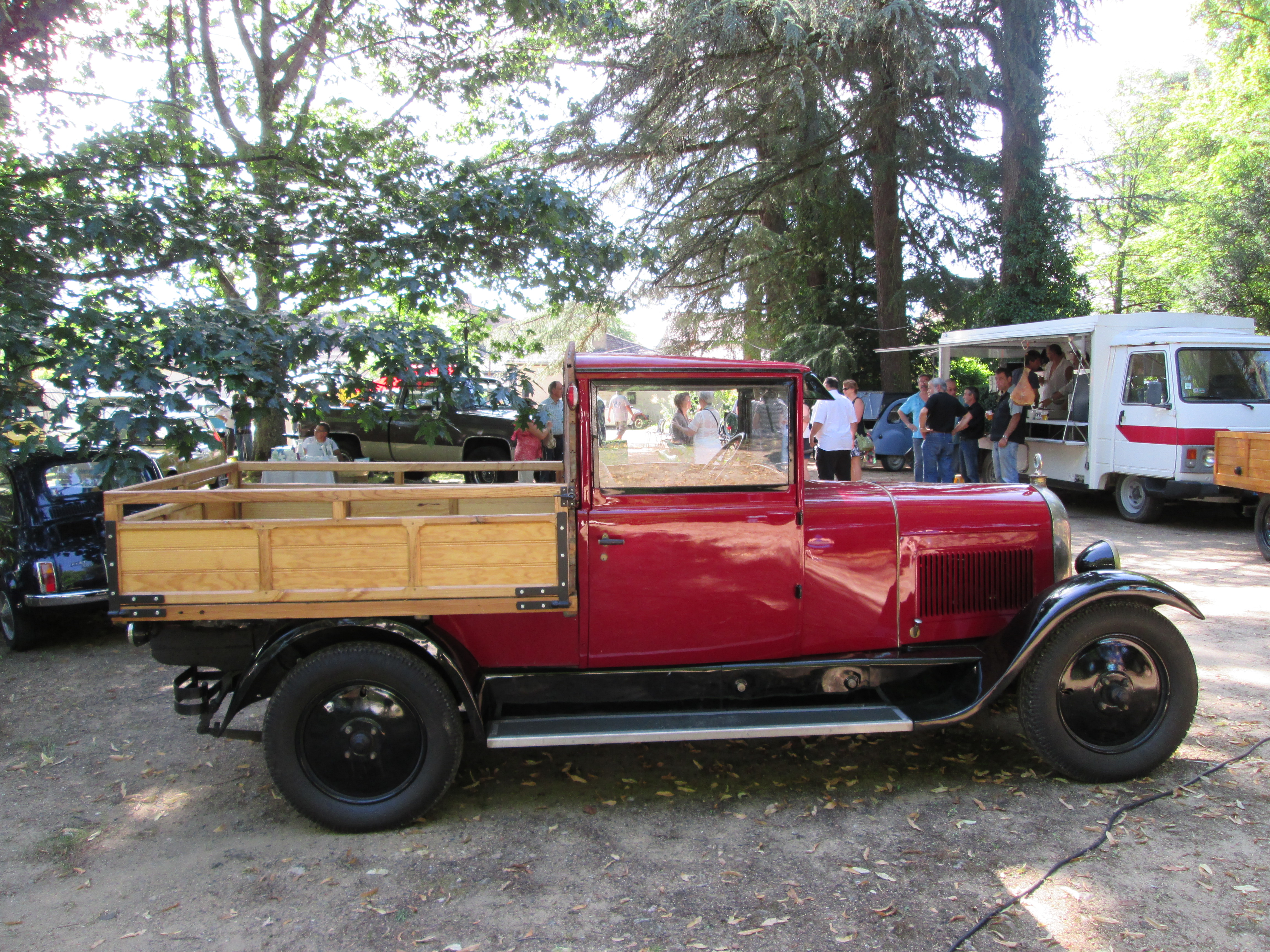
Citroën B14 Normande

Op de Parijse Autosalon van 1927 werd de geperfectioneerde B14G gepresenteerd. In zijn tijd was dit model uiterst succesvol.